# Tímpano (instrumento musical)
Os tímpanos (sempre no plural por serem tradicionalmente tocados com um mínimo de dois tambores) são um instrumento musical de percussão. Seu uso mais comum é na orquestra, embora tenha presença marcante no jazz e em bandas sinfônicas, além de proporcionar efeitos de sonoplastia. Os tímpanos são um instrumento não temperado da família dos membranofones com som de altura determinada. Sua evolução na música europeia vai desde o par central barroco (sem pedal e com pele animal) ao quinteto moderno do século XX. Mas, há músicas em que um só timpanista utiliza mais de cinco tímpanos, além de músicas que necessitam mais de um executante como a Sinfonia Fantástica, de Berlioz. Ao contrário da maioria dos instrumentos de percussão, que são orquestrados pela clave própria (clave de percussão), os tímpanos obedecem à escala da clave de fá.